# Phareus
Phareus is een geslacht van hooiwagens uit de familie Stygnidae.
De wetenschappelijke naam Phareus is voor het eerst geldig gepubliceerd door Simon in 1879. 

## Soorten
Phareus is monotypisch en omvat slechts de volgende soort:
- Phareus raptator